# L'Appartement
L'Appartement (en español: El apartamento) es una película de 1996 dirigida por Gilles Mimouni y protagonizada por Vincent Cassel, Monica Bellucci y Romane Bohringer.

## Elenco
- Romane Bohringer como Alice.
- Vincent Cassel como Max.
- Monica Bellucci como Lisa.
- Jean-Philippe Écoffey como Lucien.
- Sandrine Kiberlain como Muriel.
- Olivier Granier como Daniel.

## Recepción
La película fue bien recibida por los críticos, que la elogiaron.